# رباح بن الأشل الغنوي
رباح بن الأشل الغنوي هو أحد الشخصيات العربية التي ورد ذكرها في عصر ما قبل بعثة النبي محمد وارتبطت ذكرها في كونها السبب في نشوب حرب بين بنو عبس وبنو غنى .

## التسمية
اختلف بتسميته بين كتب المؤرخين والنسابة منهم من قال أنه: رياح بن الأشل أو رياح بن الأسل ومنهم من كتب رباح بدلًا من رياح .كما ذكر جواد علي في كتابه  المفصل في تاريخ العرب قبل الإسلام أن اسمه هو رياح بن الأسك .

## النسب
يعود نسب رياح بن الأشل إلى بني هلال بن عبيد بن سعد بن عوف بن كعب بن مالك بن جلان بن غنم بن غنى , حيث ينتهي نسبه إلى بنو غنى من قيس عيلان .

## العائلة
ذكر الزمخشري في كتابه المستقصي في أمثال العرب أن رياح لديه ابنه تدعى خبيئة بنت رياح بن الأشل الغنوية . في حادثة مع زوجها حيث حلمت بشخص أتاها في المنام فقال لها أعشرة هدرة أم ثلاثة كعشرة فقصت رؤياها على زوجها جعفر بن كلاب فقال لها إن عاد فقولي له بل ثلاثة كعشرة فولدتهم وبكل منهم علامة خالد الأصبغ لشامة بيضاء في مقدم رأسه , مالك الطيان لانطواء بطنه , ربيعة الأحوص لصغير عينيه .
كما كتب الأسود الغندجاني في كتاب أسماء الخيل و فرسانها أن والدته رياح تدعى خبيثة بنت رباح . قال أبو عبيدة: وهي الشقراء التي يقال في المثل «شيئا ما يريد السوط إلى الشقراء» 

## حادثة قتل شأس بن زهير
حدثت الحادثة عندما أقبل شأس بن جذيمة بن رواحة العبسي من عند النعمان بن المنذر وقد أجزل عطائه و منحه قطيفة حمراء ذات هدب و طيب . فمر بطريقه إلى منعجا وهو ماء لقبيلة غنى فأناخ راحلته إلى جانب مسكن رياح بن الأشل وجعل يغتسل فخرج عليه رياح وقال له : استتر , فلم يحفل شأس بما قاله , ثم قال رياح : استتر ويحك , البيوت بين يديك فلم يحفل مرة أخرى . فانتزعه رياح بسهم فقتله وضم متعه ونحر ناقته وأكلها وأخفى أثره وفقده قومه . وسمى يوم مقتله ابن عبدربه في كتاب العقد بيوم منعج أو يوم الردهة. وقال ابن الأثير في كتابه الكامل أنه سمي بيوم الرحرحان.

## طلب بنو عبس الثأر
خلال موسم سوق عكاظ , الطائف شرق السعودية رأت بنو عبس امرأة رياح بن الأشلهي تبيع قطيفة حمراء أو بعض عطايا النعمان بن منذر فعرفوها و علموا أن رياحًا صاحب ثأرهم .
لم يتجه بنو عبس إلى بنو غنى لطلب الدية بل عزموا على غزوهم فجأة والثأر لقتيلهم شأس . وشاركهم الحصين بن زهير ابن جذيمة و الحصين بن أسيد بن جذيمة .
إلا أن الأخبار وصلت غلى بنو غنى فقالوا لرياح : انج , لعلنا نصالح القوم على شيء أو نرضيهم بدية . فخرج رياح مع رجل من بني كلاب و كانا يظنان أنهما عاكسا اتجاه قدوم بني عبس إلا أن خيل بني عبس فاجأهما , فقال الرجل من بني كلاب لرياح : انحدر من خلفي وألتمس نفقا في الأرض فإني شاغل القوم عنك . نفذ رياح ما اقترحه عليه . لما قابلت خيل بنو عبس رجل بنو كلاب سألوه فقال : هذه غنى جامعة وقد استمكنتم منهم فصدقوه وخلوا سبيله .
إلا أنهم انتبهوا لمركب شخص خلفه فسألوه : من كان خلفك ؟ فقال رجل بني كلاب : لا كذب ! رياح بن الأشل وهو في أولئك الصعدات . فقال الحصين بن زهير ابن جذيمة و الحصين بن أسيد بن جذيمة لمن معهما : قد مكننا الله من ثأرنا ولا نريد أن يشركنا فيه أحد , فامتنعوا عنهما و مضى كلاهما يطلبان رياح بين الصعدات , فقال لهما : هذا غزالكما الذي تريغانه , فابتدراه فرمى أحدهما بسهم فأقصده , فطعنه الآخر فأخطأه ومرت به الفرس , فاستدبره رياح بسهم فقتله ثم أتى قومه . حيث قتل رباح كلاهما .
إلا أن ابن الأثير ذكر في كتابه الكامل في التاريخ رواية أخرى لثأر بنو عبس وهي : ذكر قتل زهير بن جذيمة وخالد بن جعفر بن كلاب والحارث بن ظالم المري وذكر يوم الرحرحان كان زهير بن جذيمة بن رواحة بن ربيعة بن مازن بن الحارث بن قطيعة بن عبس العبسي هو والد قيس بن زهير صاحب حرب داحس والغبراء سيد قيس عيلان فتزوج إليه ملك الحيرة وهو النعمان بن امرئ القيس جد النعمان بن المنذر لشرفه وسؤدده فأرسل النعمان إلى زهير يستزيره بعض أولاده فأرسل ابنه شأسا وكأن أصغر ولده فأكرمه وحباه فلما انصرف إلى أبيه كساه حللا وأعطاه مالا طيبا فخرج شأس يريد قومه فبلغ ماء من مياه غني بن أعصر فقتله رباح بن الأشل الغنوي وأخذ ما كان معه وهو لا يعرفه وقيل لزهير إن شأسا أقبل من عند الملك وكان آخر العهد به بماء من مياه غني فسار زهير إلى ديار غني وهم حلفاء في بني عامر بن صعصعة فاجتمعوا عنده فسألهم عن ابنه فحلفوا أنهم لم يعلموا خبره قال لكني أعلمه فقال له أبو عامر فما الذي يرضيك منا قال واحدة من ثلاث إما تحيون ولدي وإما تسلمون إلي غنيا حتى أقتلهم بولدي وإما الحرب بيننا وبينكم ما بقينا وبقيتم. فقالوا: ما جعلت لنا في هذه مخرجا أما إحياء ولدك فلا يقدر عليه إلا الله وأما تسليم غني إليك فهم يمتنعون مما يمتنع منه الأحرار وأما الحرب بيننا فوالله إننا لنحب رضاك ونكره سخطك ولكن إن شئت الدية وإن شئت تطلب قاتل ابنك فنسلمه إليك أو تهب دمه فإنه لا يضيع في القرابة والجوار.
فقال ما أفعل إلا ما ذكرت فلما رأى خالد بن جعفر بن كلاب تعدي زهير على أخواله من غني قال والله ما رأينا كاليوم تعدي رجل على قومه. فقال له زهير: فهل لك أن تكون طلبتني عندك وأترك غنيا؟ قال: نعم؛ قال: فانصرف زهير وهو يقول:
(فلولا كلاب قد أخذت قرينتي * برد غني أعبدا ومواليا) (ولكن حمتهم عصبة عامرية * يهزون في الأرض القصار العواليا) (مساعير في الهيجا مصاليت في الوغى * أخوهم عزيز لا يخاف الأعاديا) (يقيمون في دار الحفاظ تكرما * إذا افني القوم أضحت خواليا) ثم إنه أرسل امرأة وأمرها أن تكتم نسبها وأعطاها لحم جزور سمينة وسيرها إلى غني لتبيع اللحم بطيب وتسأله عن حال ولده فانطلقت المرأة إلى غني وفعلت ما أمرها فانتهت إلى امرأة رباح بن الأشل وقالت لها قد زوجت بنتا لي وأبغي الطيب بهذا اللحم فأعطتها طيبا وحدثتها بقتل زوجها شأسا فعادت المرأة إلى زهير وأخبرته فجمع خيله وجعل يغير على غني حتى قتل منهم مقتلة عظيمة ووقعت الحرب بين بني عبس وبني عامر وعظم الشر.